# Aban ibn Uthman ibn Affan
Aban ibn Uthman ibn Affan —àrab: أبان بن عثمان بن عفان, Abān ibn ʿUṯmān ibn ʿAffān— (?-Medina, 723) fou governador de Medina al segle vii.
Fou fill del tercer califa, Uthman ibn Affan, i d'Umm-Amr bint Jundah ibn Àmir ad-Dawsiyya. Va acompanyar Àïxa bint Abi-Bakr a la batalla del Camell el novembre del 656 i fou dels primers a fugir. Després no va tenir cap paper rellevant fins que el califa Abd-al-Malik ibn Marwan el va nomenar governador de Medina, càrrec que va ocupar set anys, fins que en fou destituït i substituït per Hixam ibn Ismaïl. Fou conegut com a gran coneixedor de les tradicions islàmiques.
Va patir una apoplexia a Medina el 104 de l'Hègira i va morir un any després, el 105 H. (723/724)